# Morières-lès-Avignon
 Morières-lès-Avignon  es una población y comuna francesa, en la región de Provenza-Alpes-Costa Azul, departamento de Vaucluse, en el distrito de Aviñón y cantón de Avignon-Est.
La comuna fue creada en 1870 a partir de Aviñón.
Está integrada en la Communauté d'agglomération du Grand Avignon.

## Demografía
| ... | ... | ... | ... | ... | ... | ... | ... | ... | ... | ... | 1 624 | 1 442 | 1 236 | 1 164 | 1 014 | 1 094 | 1 154 | 1 021 | 1 071 | 1 006 | 1 004 | 1 054 | 1 197 | 1 191 | 1 321 | 1 615 | 2 163 | 3 477 | 6 083 | 6 405 | 6 535 | 7 413 | 7 589 |
| Para los censos de 1962 a 1999 la población legal corresponde a la población sin duplicidades (Fuente: INSEE [Consultar]) |     |     |     |     |     |     |     |     |     |     |       |       |       |       |       |       |       |       |       |       |       |       |       |       |       |       |       |       |       |       |       |       |       |

Forma parte de la aglomeración urbana de Aviñón.